# Wonokerto (Gucialit)
Wonokerto is een bestuurslaag in het regentschap Lumajang van de provincie Oost-Java, Indonesië. Wonokerto telt 3258 inwoners (volkstelling 2010).